# 第一创业
第一创业证券股份有限公司，简称第一创业证券或第一创业，前身是1993年4月于广东省佛山市成立的佛山证券公司，2002年更名第一创业证券并将总部迁到深圳市。2016年5月11日，第一创业证券首次公开发行股票并在深圳证券交易所中小板上市交易。
第一创业证券拥有第一创业证券承销保荐有限责任公司（一创投行）、第一创业投资管理有限公司（一创投资）、深圳第一创业创新资本管理有限公司（一创资本）、第一创业期货有限责任公司（一创期货）4家全资子公司，在控股创金合信基金管理有限公司的同时；参股银华基金管理有限公司、证通股份有限公司、中证机构间报价系统股份有限公司。
2017年5月，重庆市第四中级人民法院在审理案件时证实，第一创业证券在债券发行过程中，曾向重庆市发改委资金平衡处处长刘旗、高技术产业处处长熊玮、统筹城乡综合配套改革办公室改革试点处处长杨阳巨额行贿，被媒体称为小官巨腐案件的典型。
2021年7月24日，中国证券监督管理委员会发布《2021年证券公司分类结果》，其中第一创业被评为BB级，与2020年的A级有所下降。